# Odontodes uniformis
Odontodes uniformis là một loài bướm đêm trong họ Noctuidae.